# Всеукраїнський центральний військово-революційний комітет

Всеукраїнський центральний військово-революційний комітет. Сидять Володимир Ауссем, Володимир Затонський, Юрій Пятаков. Стоять Юрій Коцюбинський, Андрій Бубнов

Всеукраї́нський центра́льний військо́во-революці́йний коміте́т (ВЦВРК) — керівний орган із підготовки й проведення заколоту проти контролю над територією України австро-німецьких військ і режиму гетьмана Павла Скоропадського.
Створено з Всеукраїнського бюро для керівництва повстанською боротьбою проти німецьких окупантів (Повстанбюро, «Повстанська дев'ятка») на початку липня 1918 року за рішенням I з'їзду КП(б)У, що збирався у Москві. До складу комітету увійшли Володимир Ауссем, Володимир Затонський, Юрій Коцюбинський, Юрій Пятаков. Чільником ВЦВРК був обраний Андрій Бубнов
ВЦВРК здійснював також керівництво роботою військових штабів при підпільних ревкомах, що створювалися для безпосередньої військово-технічної підготовки повстання на місцях. Їхню діяльність спрямовував Головний штаб на чолі з С.Петриковським (Петренко). На нараді представників військових штабів, скликаній ВЦВРК 31 липня (м. Курськ, нині РФ), було вирішено виробити військово-стратегічний план збройного повстання в Україні. Усі штаби мали суворо дотримуватися вказівок комітету. Найбільших успіхів у підготовці повстання було досягнуто на Чернігівщині та у півн. частині Полтавської губернії (військовий штаб очолював М.Кропив'янський). ВЦВРК, не маючи достатньої інформації про військово- технічну підготовку до повстання усіх ревкомів і штабів та про співвідношення сил, видав 5 серпня наказ № 1 про початок загального збройного повстання, який був схвалений і ЦК КП(б)У. Виконання цього наказу призвело до розгрому розпорошених та ізольованих виступів робітників і селян. Уже 7 серпня ВЦВРК видав наказ № 2, яким скасував наказ № 1. Пленум ЦК КП(б)У (8–9 вересня, м. Орел, нині РФ) засудив дії ВЦВРК як передчасні й помилкові. Для зміцнення ВЦВРК до його складу було введено Артема. 7–8 жовтня 1918 на нараді представників військово-революційних комітетів України перед ВЦВРК було поставлено завдання: одночасно з розгортанням партизансько-повстанського руху в Україні приступити до формування регулярних військових одиниць у "нейтральній зоні" з партизанських і повстанських загонів. 22 вересня ВЦВРК видав наказ № 6 про створення з цих загонів двох повстанських дивізій, було визначено штати бойових одиниць. Водночас зусилля комітету були спрямовані на об'єднання діяльності всіх підпільних військово-революційних організацій в Україні. ВЦВРК склав свої повноваження із утворенням 28 листопада 1918 Тимчасового робітничо-селянського уряду України.
Організаційна робота комітету, яка спиралась на місцеві революційні комітети (ревкоми), заклала підвалини для створення Української радянської армії та поширення радянської влади в Україні наприкінці 1918 року.
ВЦВРК припинив свою діяльність в зв'язку з денонсацією з боку радянської Росії Берестейського миру 13 листопада 1918 року, проголошенням 28 листопада 1918 Тимчасового Робітничо-Селянського Уряду України та 29 листопада — Маніфесту щодо відновлення Радянської влади.